# Adelmo Sichel
Adelmo Sichel (Guastalla, 18 marzo 1857 – Guastalla, 17 ottobre 1922) è stato un politico italiano.
Nato in una famiglia di modeste condizioni economiche, conseguì la laurea presso l'Università di Bologna, iniziando a svolgere la professione di avvocato nella città natale, che accompagnò sempre con l'impegno politico e sociale.
Nel 1892 partecipò alla nascita di un centro elettorale di Democrazia Sociale che porterà all'elezione di Camillo Prampolini (alle cui posizioni riformiste restò allineato per tutta la sua carriera politica) e nel 1894 divenne Sindaco di Guastalla. Nel 1895 fu eletto al consiglio provinciale di Reggio Emilia, organismo di cui divenne presidente dal 1910 .
Tra i fondatori della Lega dei Comuni italiani , ne fu un attivo componente, promuovendo tra l'altro un ordine del giorno per l'estensione del voto alle donne.
Eletto deputato del Regno nel 1897, aderì al Partito Socialista Italiano e mantenne l'incarico parlamentare fino al 1919  .